# Paphiopedilum huangrongshuanum
Paphiopedilum huangrongshuanum är en orkidéart som beskrevs av Petchl. och Olaf Gruss. Paphiopedilum huangrongshuanum ingår i släktet Paphiopedilum och familjen orkidéer. Inga underarter finns listade i Catalogue of Life.